# Hrabstwo Ritchie
Hrabstwo Ritchie (ang. Ritchie County) – hrabstwo w stanie Wirginia Zachodnia w Stanach Zjednoczonych. Obszar całkowity hrabstwa obejmuje powierzchnię 453,58 mil² (1174,77 km²). Według szacunków United States Census Bureau w roku 2010 miało 10 449 mieszkańców.
Hrabstwo powstało w 1843 roku.

## Miasta

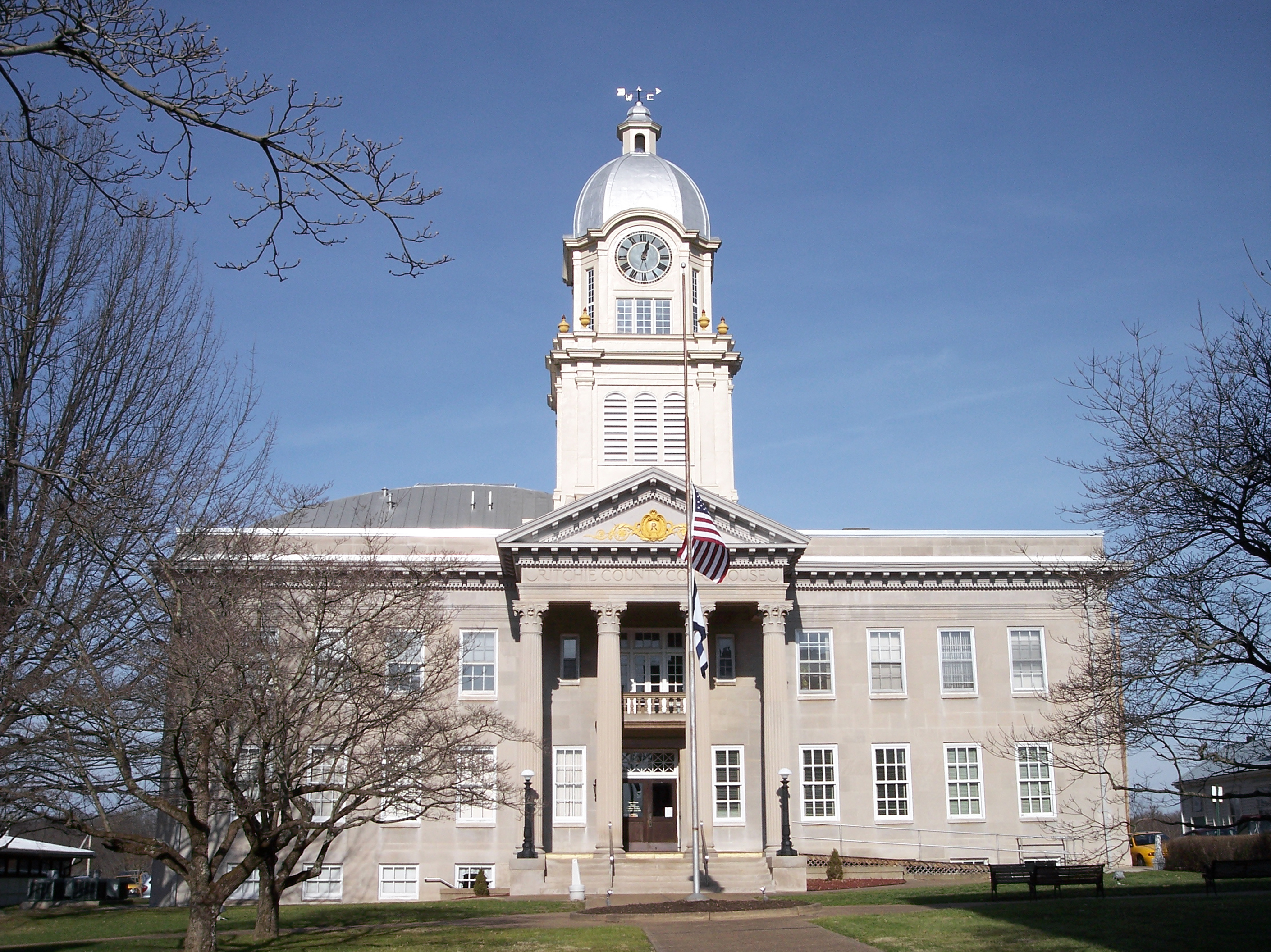
Budynek administracji (courthouse) w Harrisville

- Auburn
- Cairo
- Ellenboro
- Harrisville
- Pennsboro
- Pullman[4]

| Populacja hrabstwa w poprzednich latach | Populacja hrabstwa w poprzednich latach |
| Rok                                     | Liczba ludności                         |
| --------------------------------------- | --------------------------------------- |
| 1980                                    | 11 415                                  |
| 1990                                    | 10 233                                  |
| 2000                                    | 10 343                                  |
| 2010                                    | 10 449                                  |